# Ischnocampa affinis
Ischnocampa affinis är en fjärilsart som beskrevs av Rothschild 1935. Ischnocampa affinis ingår i släktet Ischnocampa och familjen björnspinnare. Inga underarter finns listade i Catalogue of Life.